# Gmina Barmash
Gmina Barmash (alb. Komuna Barmash) – gmina położona w południowo-wschodniej części Albanii. Administracyjnie należy do okręgu Kolonja w obwodzie Korcza. W 2011 roku populacja gminy wynosiła 480 osób, 244 kobiety oraz 236 mężczyzn.
W skład gminy wchodzi dziesięć miejscowości: Barmash, Leshnje, Shalës, Gozhdorazhdë, Sanjollas, Kamnik, Bënjëz, Arrëz, Rajan.